# Assemblea Cultural Caldea
L'Assemblea Cultural Caldea (Chaldean Cultural Assembly) és una organització política caldea del Kurdistan Iraquià dirigida per Ghazwan Alyas.
Té la seva força principal a la comarca d'al-Qush (40 quilòmetres al nord de Mossul) que inclou llocs importants en la història dels assiris com Deer Al Raban Hirmuzad, Deer Sida i altres. Es decanta per una autonomia cristiana dins del Kurdistan. Es tractaria de la mateixa entitat que la Societat Cultural Caldea, organització que generalment dona suport a les llistes kurdes. A les eleccions del gener del 2005 un membre del grup, Jamal Shamon Yalya, va ser designat diputat (en el lloc de Salim Petros Elias que es va retirar) dins de la llista de l'Aliança Democràtica i Patriòtica del Kurdistan. El 2009 a les eleccions a governacions va participar en la llista Patriòtica Ishtar, que va obtenir un escó però fou per un altre partit de la coalició (el Moviment de la Reunió Siríaca Independent).
Durant la Guerra Civil siriana molts cristians assiris van trobar refugi a la regió de Tur Abdin, al sud de Turquia, quan els combats van arribar al nord-est de Síria a la primavera de 2013, i en juliol de 2014 els cristans de Mosul van abandonar la ciutat.